# Aeropuerto San Luis
El Aerodromo San Luis (IATA: IPI, OACI: SKIP) es la terminal aérea de pasajeros y carga, que le brinda servicio a la ciudad de Ipiales y los municipios de la región sur del departamento de Nariño.

## Ubicación
El aeropuerto está situado en una explanada de la meseta de Túquerres e Ipiales, y está al norte, y en jurisdicción del municipio de Aldana en el departamento de Nariño en Colombia. Es el aeródromo comercial más alto del país.

## Ampliación de la pista de aterrizaje
En 2008, el Gobierno Nacional anunció la ampliación de la pista de la terminal aérea hasta llegar a los 2,5 km de largo por 45 m de ancho, y anunciaron la terminación de las obras para el año 2010 Igualmente se hizo pública la intención de la construcción de una segunda pista de aterrizaje y la transición del aeródromo a internacional, para la futura movilización de pasajeros y carga hacia el exterior, también como aeropuerto alterno al de la ciudad de Pasto. Este supremo anhelo de los Nariñenses de la ampliación de la pista, y otros servicios complementarios, incluido las vías, son propuestas de incontables luchas cívicas libradas entre la década de 1969 a 1980, y acciones posteriores.
Después de una disputa entre la Aeronáutica Civil y la comunidad indígena de los Pastos de la región quienes exigieron prebendas; y por otro lado de Corponariño, que solicitaba una licencia ambiental que avale el inicio de las obras, éstas se iniciaron en marzo de 2011, después de tres años de retraso. El contrato fue otorgado a la empresa latinoamericana de construcciones, quien ganó la licitación para construir la pista diagonal con capacidad para recibir aviones de pasajeros y carga de mayor capacidad, y de servir como terminal alterno al  aeropuerto Antonio Nariño de Pasto, que de manera reiterada tiene dificultades de aterrizaje debido a vientos fuertes; para la obra se asignó un presupuesto de 40 mil millones de pesos.
Además, el aeródromo San Luis, pasará a ser catalogado como Internacional favoreciendo el comercio y el turismo de la zona suroccidental del país. Las obras tendrán una inversión aproximada de 13'500.000 USD y se terminarán en el primer trimestre de 2012.
Para concluir el proyecto del aeropuerto, la Aeronáutica Civil Colombiana informó el cerramiento de la pista entre el 15 de octubre hasta el 15 de diciembre de 2014, con el fin de terminar las los trabajos relacionados con la estructura de la ampliación, las bermas y umbral de aproximación del aeropuerto; aspecto concertado con las aerolíneas y usuarios que ocupan el servicio.
Como obra complementaria se modernizará la vía Pasto- Ipiales, con miras a construir la doble calzada Pasto- Rumichaca, este contrato con la Agencia Nacional de Infraestructura de Colombia (ANI), fue adjudicada al Consorcio colombo-español SAC 4G , en julio de 2015, por un valor de 1 billón 200 mil pesos, proyecto que se terminará en el 2017.
San Luis, aeropuerto internacional
Ocho años después, en octubre de 2015, se concluirán y darán al servicio las obras de ampliación de la pista de aterrizaje del San Luis, de 2,5 kilómetros de longitud por 45 metros de ancho iniciadas en el 2009. Otros trabajos que se realizaron en este propoósito fueron: el traslado de 10 torres de interconexión eléctrica, aledañas a la pista del aeródromo, por 7 mil millones de pesos; la segunda fase de construcción de la pista que comprende la pavimentación de la misma por 50 mil millones y la explanación que se realizó en la primera fase, que tuvo un costo de 30 mil millones, es decir un total de 87 mil millones de pesos.
La nueva pista de aterrizaje tiene dos explanadas, lo cual permite abrir más el espacio aéreo en todo el país y servir de conexión hacia otros destinos, es decir convertir el aeropuerto en internacional. La pista antigua en el tiempo de estos trabajos, se utilizó para el despegue y aterrizaje de aviones con personalidades del Gobierno, autoridades militares y visitas de alto rango. Además, se tienen previstas nuevas construcciones, como: modernas salas de abordaje, puesto de socorro y atención bomberil, centro de ventas y comercio, y una mejor atención a los usuarios. Esta proyecto hace parte del Contrato Plan de Nariño que permite la operación de aviones tipo airbus 318, 319, y 320. Una vez concluidas las obras permitirán la reactivación de la economía de frontera por su cercanía al Ecuador, y facilitar el turismo regional.

## Aerolíneas y destinos

### Destinos nacionales
| Ciudades                        | Nombre del aeropuerto                           | Aerolíneas | Aeronaves                       |
| ------------------------------- | ----------------------------------------------- | ---------- | ------------------------------- |
| Bogotá                          | Terminal Puente Aéreo                           | Satena     | AT46, AT76                      |
| Bogotá                          | Aeropuerto Internacional El Dorado              | Avianca    | A319, A320                      |
| Cali                            | Aeropuerto Internacional Alfonso Bonilla Aragón | TAC        | Let L-410, Beechcraft 1900      |
| Popayán                         | Aeropuerto Guillermo Leon Valencia              | Satena     | Let L-410, Beechcraft 1900 AT46 |
| Puerto Asís                     | Aeropuerto Tres de Mayo                         | Satena     | AT46                            |
| Total: 3 destinos, 3 aerolíneas |                                                 |            |                                 |

## Aeronaves Comerciales
- Avianca
  - A319
  - A320

- Satena
  - AT46
  - AT76

- Transporte Aéreo de Colombia
  - Beechcraft 1900

## Aerolíneas que cesaron operación
Aerolíneas Extintas
- Intercontinental de Aviación
  - Bogotá / Aeropuerto Internacional El Dorado
  - Popayán /Aeropuerto Guillermo León Valencia

- Aces
  - Cali / Aeropuerto Internacional Alfonso Bonilla Aragón

Aerolíneas Operativas
- LATAM Colombia
  - Bogotá / Aeropuerto Internacional El Dorado
  - Cali / Aeropuerto Internacional Alfonso Bonilla Aragón
  - Puerto Asís / Aeropuerto Tres de Mayo